# St. Bartholomäus (Kirchensittenbach)

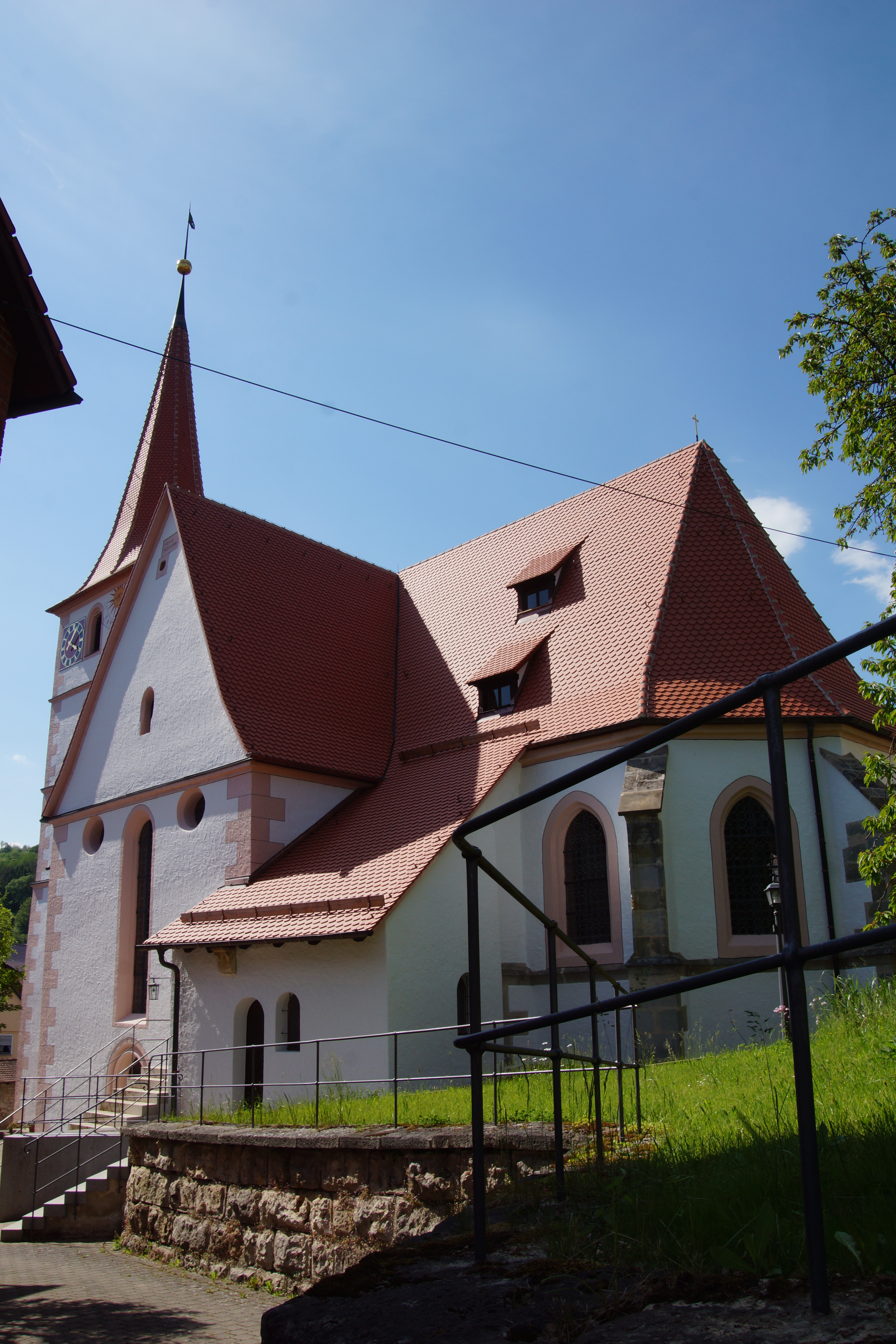
St. Bartholomäus in Kirchensittenbach

Die evangelische, denkmalgeschützte Pfarrkirche St. Bartholomäus steht in Kirchensittenbach, einer Gemeinde im Landkreis Nürnberger Land (Mittelfranken, Bayern). Das Bauwerk ist unter der Denkmalnummer D-5-74-135-8 als Baudenkmal in der Bayerischen Denkmalliste eingetragen. 
Die Kirchengemeinde gehört zum Dekanat Hersbruck im Kirchenkreis Nürnberg der Evangelisch-Lutherischen Kirche in Bayern.

## Beschreibung

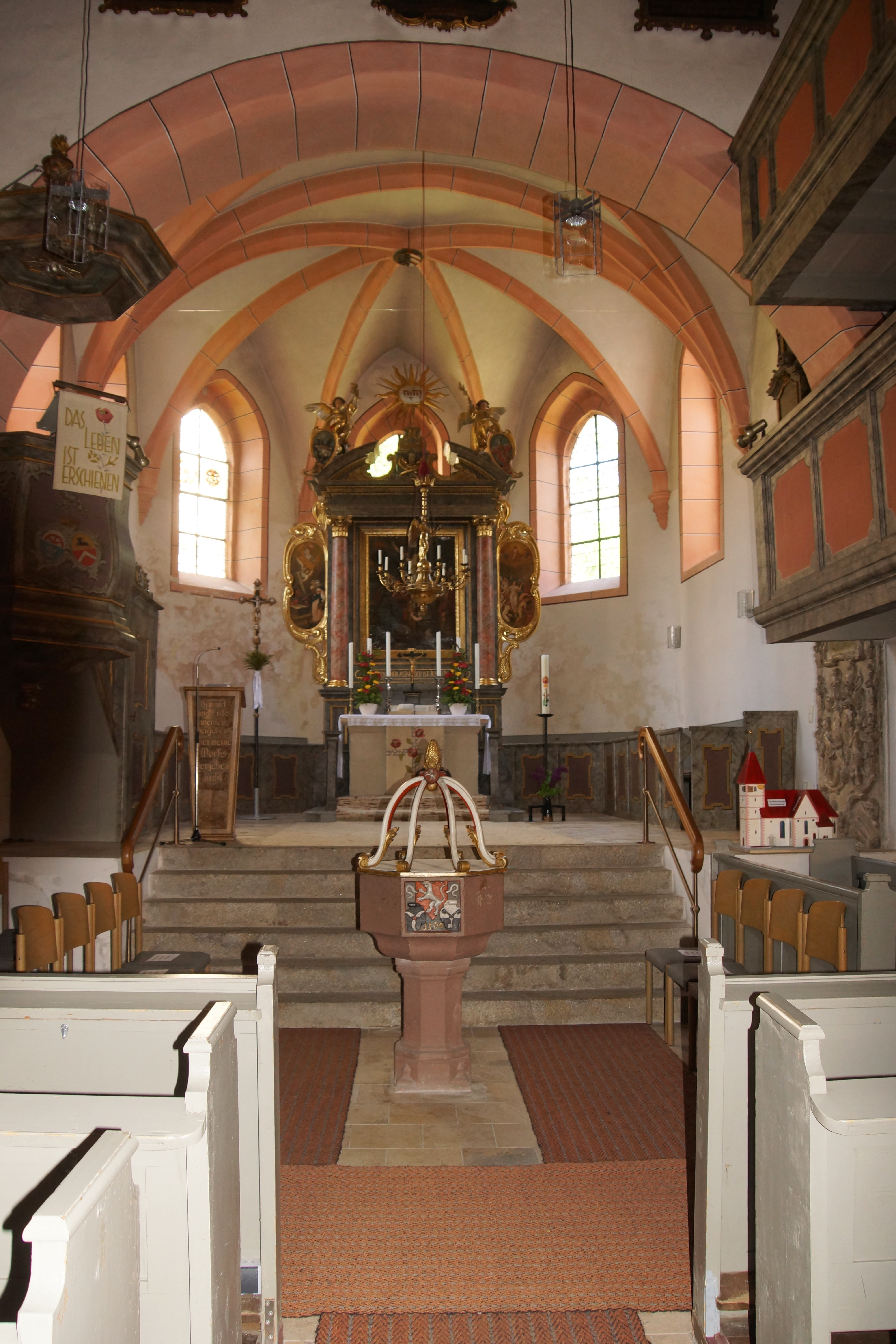
Altarraum

Der älteste Teil der Kreuzkirche ist der aus dem 14. Jahrhundert stammende Chor, der einen 5/8-Schluss hat, außen von Strebepfeilern gestützt wird und innen mit einem Kreuzrippengewölbe überspannt ist. Das Langhaus, das Querschiff und der Fassadenturm im Westen sind im Kern spätromanisch. Die Kirche wurde 1591 nach einem Brand wieder hergestellt. 
Der Innenraum des Langhauses wurde 1711 mit einem Tonnengewölbe überspannt. Der nördliche Querarm, in dem sich die Patronatsloge auf einer Empore befindet, unter der Empore ist die von Hans Werner gestaltete Tumba von für den 1612 gestorbenen Jobst Friedrich Tetzel. Neben der Tür zur Sakristei verdeckt ein Epitaph für den 1688 gestorbenen Johann Jakob Tetzel den Zugang zur ehemaligen Gruft. Zur Kirchenausstattung gehören das Taufbecken von 1595, der um 1620 aufgestellte Altar und die 1768/69 gebaute Kanzel.
Das Torhaus ist ein massiver Walmdachbau mit Fachwerkobergeschoss, im Kern aus dem 15. Jahrhundert. Die Friedhofsbefestigung ist aus Kalkbruchstein, im Kern aus dem 15. Jahrhundert. 

## Orgel

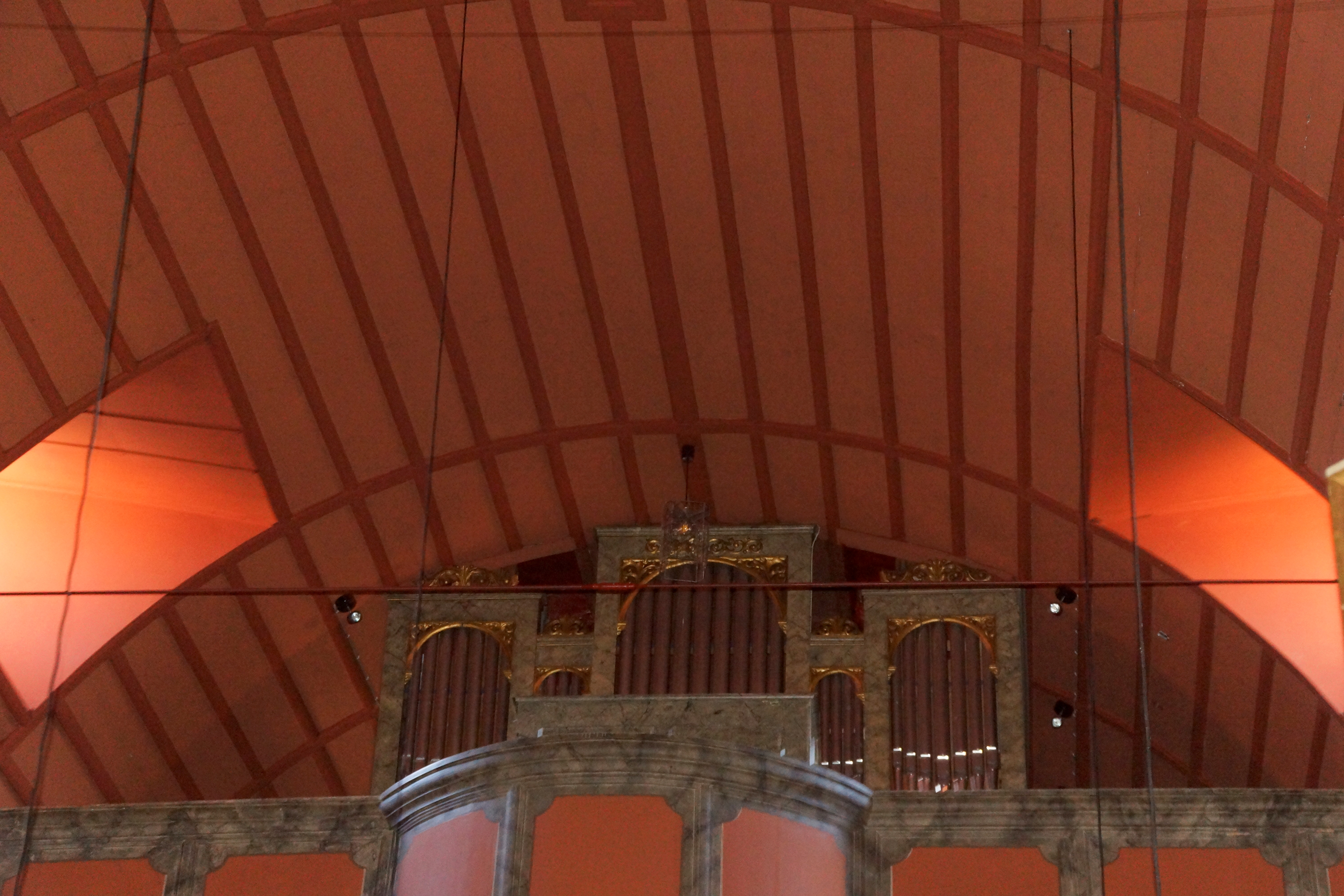
Orgel

Die rein mechanische Schleifladen-Orgel mit 14 Registern auf zwei Manualen und Pedal wurde 1878 von Heinrich Buck erbaut. Sie zählt zu den Größeren seines Schaffens. Die Disposition lautet:
| I. Manual     |    |
| Principal     | 8′ |
| Gamba         | 8′ |
| Gedeckt       | 8′ |
| Flöte         | 4′ |
| Octav         | 4′ |
| Octav         | 2′ |
| Mixtur III–IV | 2′ |

| II. Manual       |    |
| Geigenprincipal  | 8′ |
| Lieblich Gedeckt | 8′ |
| Salicional       | 8′ |
| Rohrflöte        | 4′ |

| Pedal    |     |
| Subbaß   | 16′ |
| Octavbaß | 08′ |
| Cello    | 08′ |